# Élections sénatoriales de 1986 dans l'Essonne
Les élections sénatoriales en Essonne ont eu lieu le dimanche 28 septembre 1986. Elles ont eu pour but d'élire les cinq sénateurs représentant le département au Sénat pour un mandat de neuf années.

## Contexte départemental
Lors des élections sénatoriales du 25 septembre 1977 dans l'Essonne, deux communistes, un socialiste, un modéré et un CDS ont été élus sénateurs.
Depuis, tous les effectifs du collège électoral des grands électeurs ont été renouvelés, avec les élections municipales de 1983, les élections cantonales de 1982 et 1985, les élections législatives de 1986 et les élections régionales de 1986.

## Rappel des résultats de 1977
| Tête de liste  | Tête de liste  | Liste          | Voix  | %      | Sièges |
| -------------- | -------------- | -------------- | ----- | ------ | ------ |
|                | Jean Colin     | Maj.           | 577   | 35,68  | 2      |
|                | Jean Ooghe     | PCF-MRG        | 546   | 33,76  | 2      |
|                | Pierre Noé     | PS             | 494   | 30,55  | 1      |
|                |                |                |       |        |        |
| Inscrits       | Inscrits       | Inscrits       | 1 627 | 100,00 |        |
| Abstentions    | Abstentions    | Abstentions    | 2     | 0,12   |        |
| Votants        | Votants        | Votants        | 1 625 | 99,88  |        |
| Blancs et nuls | Blancs et nuls | Blancs et nuls | 8     | 0,49   |        |
| Exprimés       | Exprimés       | Exprimés       | 1 617 | 99,38  |        |

## Sénateurs sortants
| Sénateur | Sénateur               | Parti | Fonctions lors de l'élection en 1977                        |
| -------- | ---------------------- | ----- | ----------------------------------------------------------- |
|          | Pierre Ceccaldi-Pavard | Mod.  | Conseiller général et maire de Dourdan                      |
|          | Jean Colin             | CDS   | Sénateur sortant, conseiller général et maire de Longjumeau |
|          | Pierre Gamboa          | PCF   |                                                             |
|          | Pierre Noé             | PS    |                                                             |
|          | Jean Ooghe             | PCF   | Conseiller général et maire de Sainte-Geneviève-des-Bois    |

## Listes candidates

### Parti communiste français
| N° | Candidats           | Parti | Parti | Principales fonctions                             |
| -- | ------------------- | ----- | ----- | ------------------------------------------------- |
| 01 | Robert Vizet        |       | PCF   | Conseiller général de Palaiseau                   |
| 02 | Gérard Lefranc      |       | PCF   | Maire d'Étampes                                   |
| 03 | Geneviève Rodriguez |       | PCF   | Conseillère générale et maire de Morsang-sur-Orge |
| 04 | Alain Blin          |       | PCF   | Conseiller général et maire de Brétigny-sur-Orge  |
| 05 | Jean Saint-Étienne  |       | PCF   | Maire de Saint-Germain-lès-Arpajon                |

### Parti socialiste
| N° | Candidats          | Parti | Parti | Principales fonctions                |
| -- | ------------------ | ----- | ----- | ------------------------------------ |
| 01 | Jean-Luc Mélenchon |       | PS    | Conseiller général de Massy-Ouest    |
| 02 | Paul Loridant      |       | PS    | Conseiller général et maire des Ulis |
| 03 | Henri Thévenet     |       | PS    | Maire de Lardy                       |
| 04 | Christian Jullien  |       | PS    | Maire de Saint-Pierre-du-Perray      |
| 05 | Gérard Funès       |       | PS    | Maire de Chilly-Mazarin              |

### Droite (UDF-RPR)
| N° | Candidats              | Parti | Parti   | Principales fonctions                                          |
| -- | ---------------------- | ----- | ------- | -------------------------------------------------------------- |
| 01 | Jean Colin             |       | UDF-CDS | Sénateur sortant                                               |
| 02 | Jean-Jacques Robert    |       | RPR     | Conseiller général et maire de Mennecy                         |
| 03 | Jean Tournier-Lasserve |       | RPR     | Conseiller général et maire de Draveil                         |
| 04 | René L'Helguen         |       | RPR     | Conseiller général et maire d'Athis-Mons                       |
| 05 | Robert Trimbach        |       | RPR     | Conseiller régional d’Île-de-France et maire de Gif-sur-Yvette |

### Droite dissidente (RPR-UDF)
| N° | Candidats                | Parti | Parti          | Principales fonctions                                                      |
| -- | ------------------------ | ----- | -------------- | -------------------------------------------------------------------------- |
| 01 | Jean Simonin             |       | RPR diss.      | Conseiller général de Bièvres et président du conseil général de l'Essonne |
| 02 | Max Marest               |       | RPR diss.      | Conseiller général de Saint-Chéron et maire de Breuillet                   |
| 03 | Christian Thirouin       |       | RPR diss.      | Maire de Briis-sous-Forges                                                 |
| 04 | Christophe Pillay        |       | UDF-CDS diss.  | Adjoint au maire de Bondoufle                                              |
| 05 | Pierre Lanauve de Tartas |       | UDF-Rad. diss. |                                                                            |

### Droite dissidente (RPR-UDF-CNIP)
| N° | Candidats      | Parti | Parti        | Principales fonctions                              |
| -- | -------------- | ----- | ------------ | -------------------------------------------------- |
| 01 | Alain Josse    |       | RPR diss.    | Conseiller général et maire de Montgeron           |
| 02 | Gérard Nevers  |       | UDF-PR diss. | Conseiller général et maire de Villebon-sur-Yvette |
| 03 | Pierre Avenard |       | CNIP         | Conseiller municipal de Morsang-sur-Orge           |
| 04 | Marcel Ribes   |       | UDF diss.    | Conseiller municipal de Brétigny-sur-Orge          |
| 05 | Alain Marchand |       | DVD          |                                                    |

### Droite dissidente (UDF-DVD)
| N° | Candidats              | Parti | Parti         | Principales fonctions                 |
| -- | ---------------------- | ----- | ------------- | ------------------------------------- |
| 01 | Pierre Ceccaldi-Pavard |       | UDF-CDS diss. | Sénateur sortant                      |
| 02 | Robert Beaupparain     |       | DVD           | Maire de Forges-les-Bains             |
| 03 | Françoise Josseaume    |       | DVD           | Adjointe au maire de Savigny-sur-Orge |
| 04 | Jacques Lemonnier      |       | DVD           |                                       |
| 05 | Serge Baret            |       | DVD           |                                       |

## Résultats
| Tête de liste  | Tête de liste          | Liste          | Voix  | %     | Sièges |
| -------------- | ---------------------- | -------------- | ----- | ----- | ------ |
|                | Jean-Luc Mélenchon     | PS             | 522   | 26,39 | 2      |
|                | Jean Colin             | UDF-RPR        | 509   | 25,73 | 1      |
|                | Robert Vizet           | PCF            | 319   | 16,13 | 1      |
|                | Jean Simonin           | RPR (diss.)    | 261   | 13,20 | 1      |
|                | Alain Josse            | RPR (diss.)    | 206   | 10,41 |        |
|                | Pierre Ceccaldi-Pavard | UDF (diss.)    | 161   | 8,14  |        |
|                |                        |                |       |       |        |
| Inscrits       | Inscrits               | Inscrits       | 2 014 |       |        |
| Abstentions    | Abstentions            | Abstentions    | 21    | 1,04  |        |
| Votants        | Votants                | Votants        | 1 993 | 98,96 |        |
| Blancs et nuls | Blancs et nuls         | Blancs et nuls | 15    | 0,75  |        |
| Exprimés       | Exprimés               | Exprimés       | 1 978 | 99,25 |        |

### Sénateurs élus
| Sénateur | Sénateur           | Parti     |
| -------- | ------------------ | --------- |
|          | Jean Colin         | UDF (CDS) |
|          | Paul Loridant      | PS        |
|          | Jean-Luc Mélenchon | PS        |
|          | Jean Simonin       | RPR       |
|          | Robert Vizet       | PCF       |